# 六輪駅
六輪駅（ろくわえき）は、愛知県稲沢市平和町須ヶ脇にある、名古屋鉄道尾西線の駅。駅番号はBS02。
旧中島郡平和町内にある、唯一の駅である。

## 歴史
特急が存在した時代は特急停車駅だった。
- 1899年（明治32年）2月17日 - 尾西鉄道の駅として開業。
- 1925年（大正14年）8月1日 - 尾西鉄道が名古屋鉄道に買収され、尾西線の駅となる。
- 1967年（昭和42年）度 - 貨物営業廃止[1]。
- 1968年（昭和43年）5月12日 - 特急停車駅となる[2]。
- 1969年（昭和44年）7月6日 - 準急停車駅に降格[2]。
- 1970年（昭和45年）12月25日 - 普通停車駅に降格[2]。
- 1974年（昭和49年）3月17日 - 特急停車駅に昇格[2]。
- 1975年（昭和50年）9月16日 - 急行停車駅に降格[2]。
- 1977年（昭和52年） - 普通停車駅に降格。
- 1983年（昭和58年）5月1日 - 無人化[3]。
- 2008年（平成20年）3月14日 - トランパス導入。
- 2011年（平成23年）2月11日 - manaca導入。
- 2012年（平成24年）2月29日 - トランパス供用終了。

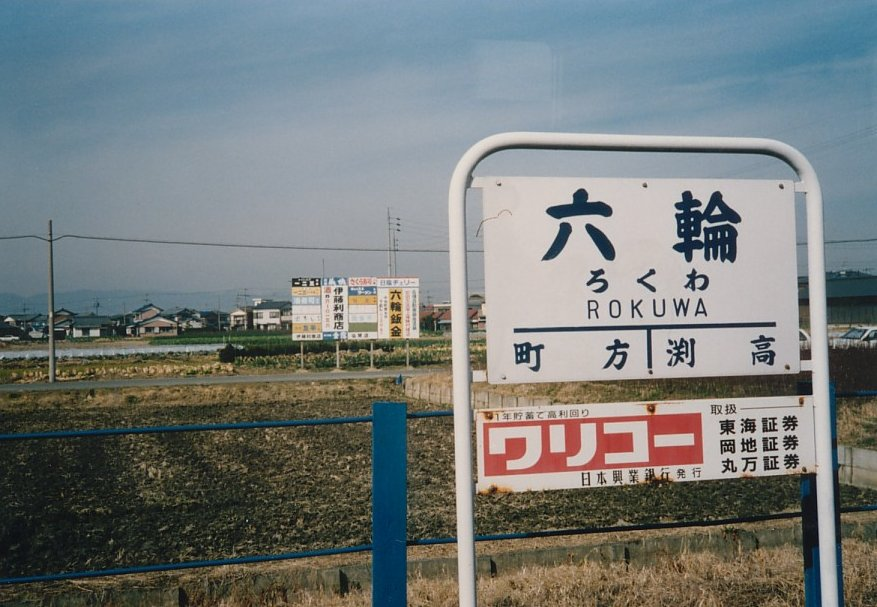
かつての筆書き駅名標

## 駅構造
相対式2面2線ホームを持つ地上駅。無人駅である。駅舎は上下両ホームにあり、改札内は構内踏切で行き来できる。
伊勢湾台風以前、その一帯はウドやフキの栽培が有名で貨物取り扱い駅時代には六輪駅から貨車に積まれて出荷されていた。現在、待避線跡は草むらになっている。名鉄公式HPにはトイレ設置駅と記載されているが、改札外の外側に設置されている。
| 番線 | 路線                         | 方向 | 行先         | 備考                                   |
| ---- | ---------------------------- | ---- | ------------ | -------------------------------------- |
| 1    | BS 尾西線 （名鉄一宮〜津島） | 上り | 名鉄一宮ゆき | 尾張津島天王祭の際は、一部森上ゆき     |
| 2    | BS 尾西線 （名鉄一宮〜津島） | 下り | 津島方面     | 須ヶ口・名古屋方面直通列車は平日朝のみ |

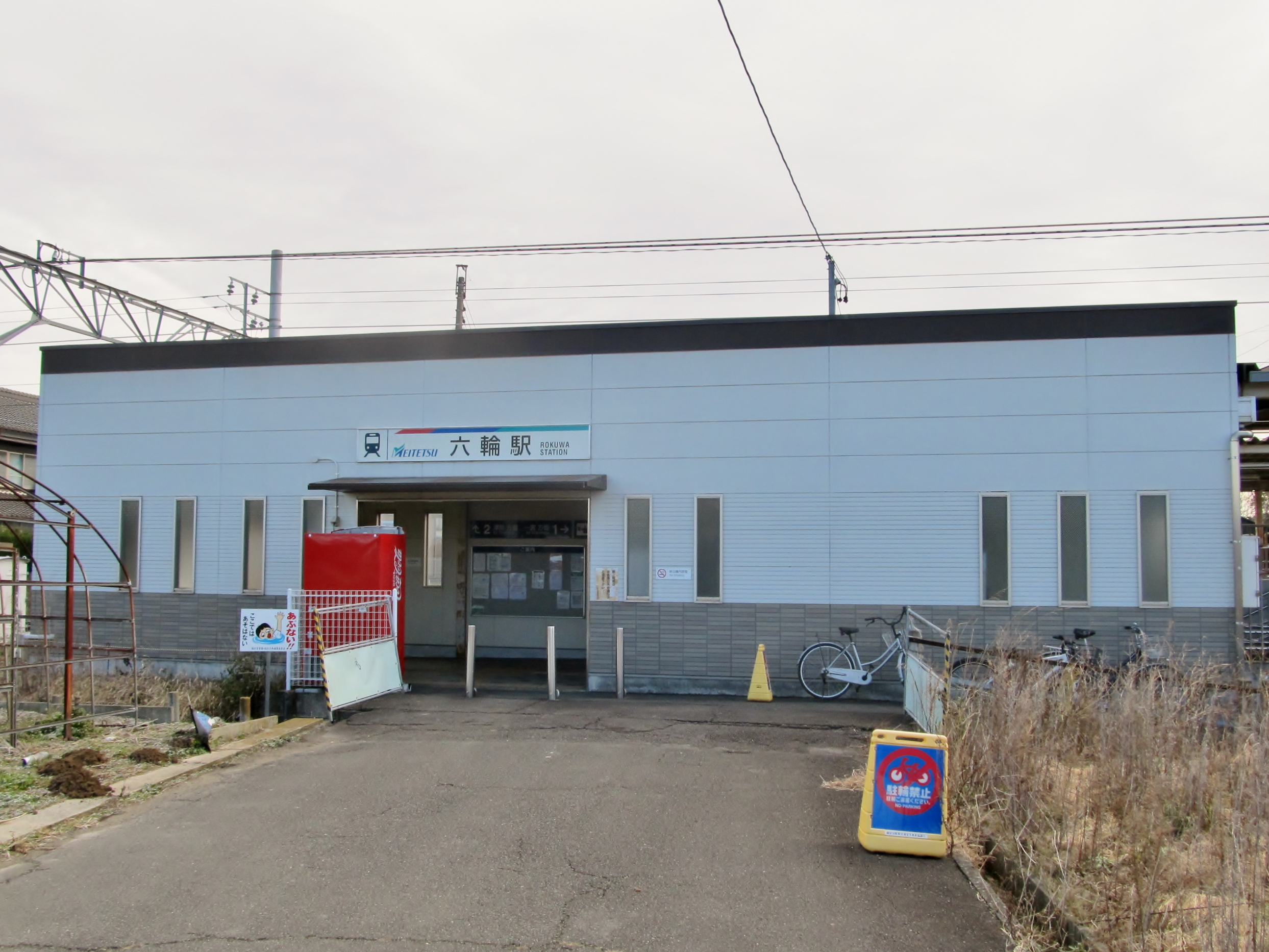
名鉄一宮方面駅舎
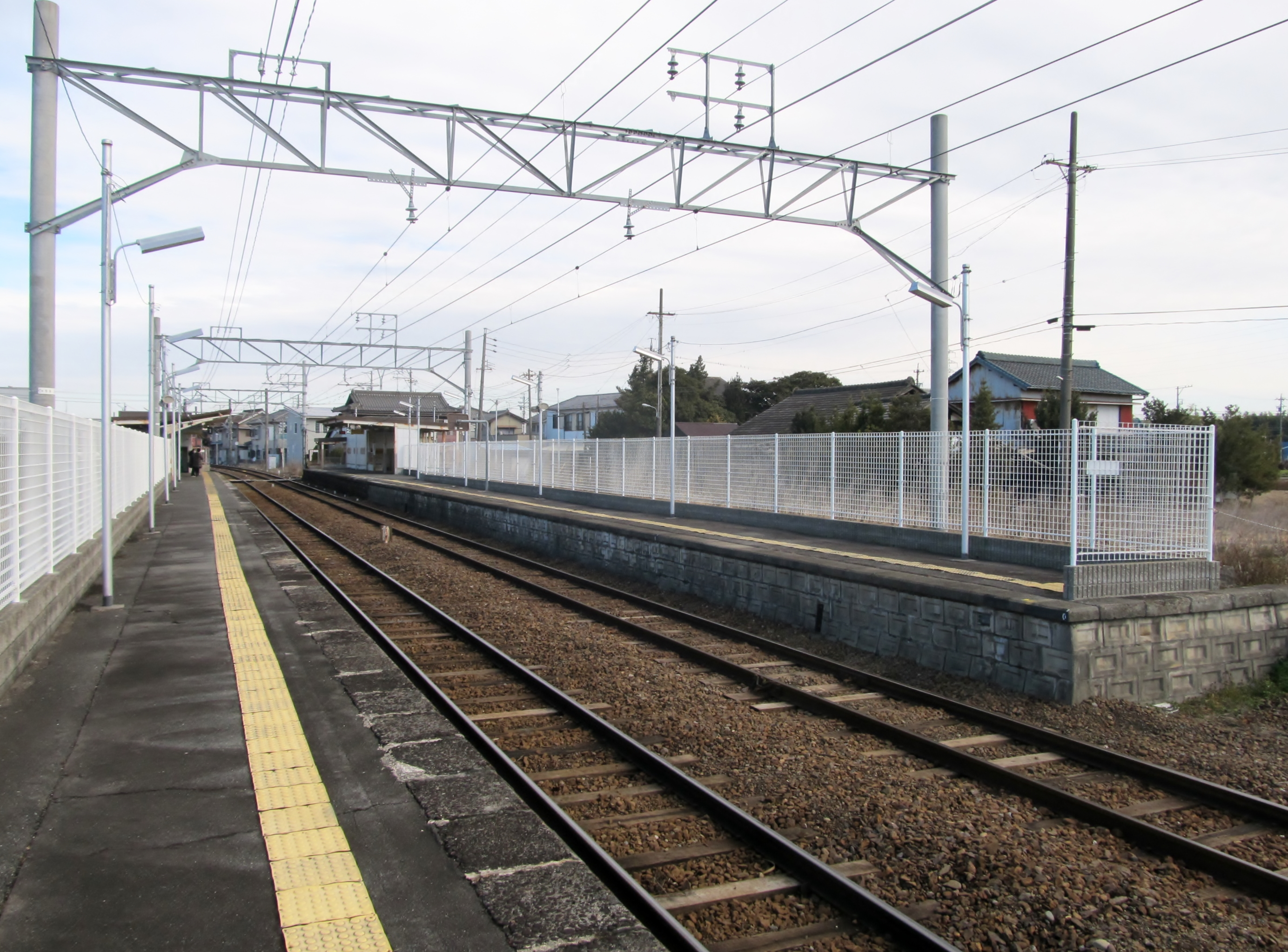
ホーム
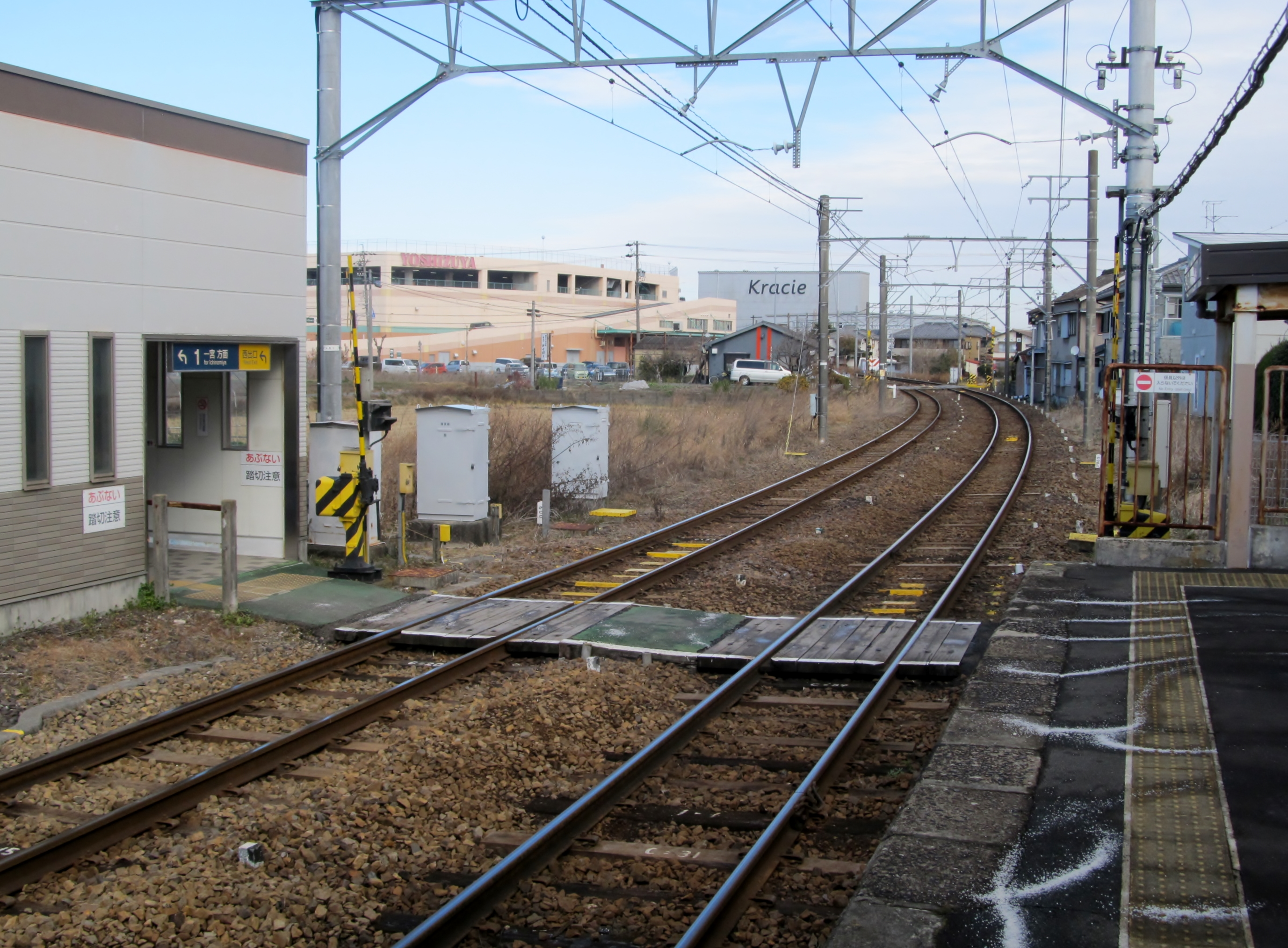
構内踏切
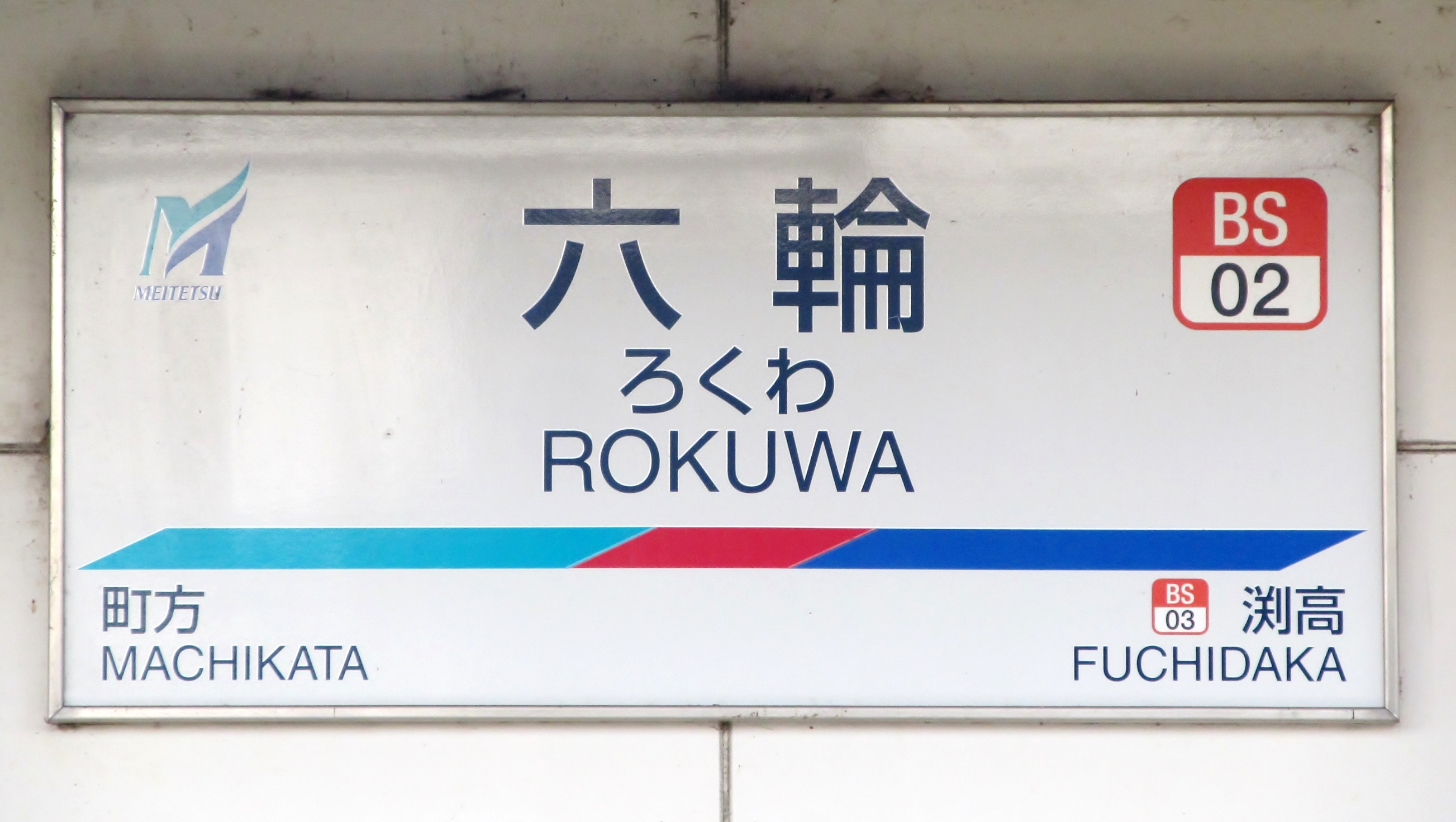
駅名標

### 配線図
| ← 名鉄一宮方面 | 六輪駅 構内配線略図 | → 津島方面 |
| 凡例 出典:     |                     |            |

## 利用状況
- 「移動等円滑化取組報告書」によると、2023年度の1日平均乗降人員は997人である[8]。
- 『名鉄120年：近20年のあゆみ』によると2013年度当時の1日平均乗降人員は1,045人であり、この値は名鉄全駅（275駅）中222位、尾西線（22駅）中17位であった[9]。
- 『名古屋鉄道百年史』によると1992年度当時の1日平均乗降人員は1,158人であり、この値は岐阜市内線均一運賃区間内各駅（岐阜市内線・田神線・美濃町線徹明町駅 - 琴塚駅間）を除く名鉄全駅（342駅）中212位、尾西線（23駅）中14位であった[10]。
- 「稲沢の統計」、「移動等円滑化取組報告書」によると1日の平均乗降者数は下記の通りであった[11][12]。

| 年度   | 1日平均 乗降人員 |
| ------ | ---------------- |
| 2011年 | 1,033            |
| 2012年 | 1,026            |
| 2013年 | 1,045            |
| 2014年 | 1,033            |
| 2015年 | 1,043            |
| 2016年 | 1,039            |
| 2017年 | 1,034            |
| 2018年 | 1,027            |
| 2019年 | 1,046            |
| 2020年 | 847              |

## 駅周辺
- ボナンザプラザヨシヅヤ平和店（1996年（平成8年）7月18日開店[13]）
- 国道155号
- 六輪病院
- 六輪小学校
- 六輪幼稚園
- 六輪保育園

## 隣の駅
名古屋鉄道
BS 尾西線（名鉄一宮〜津島）
町方駅（BS01） - 六輪駅（BS02） - 渕高駅（BS03）